# Вири (Польща)
Вири (пол. Wyry, нім. Wyrow) — село в Польщі, у гміні Вири Міколовського повіту Сілезького воєводства.
Населення — 3727 осіб (2011).
У 1975-1998 роках село належало до Катовицького воєводства.

## Демографія
Демографічна структура станом на 31 березня 2011 року:
|          | Загалом | Допрацездатний вік | Працездатний вік | Постпрацездатний вік |
| -------- | ------- | ------------------ | ---------------- | -------------------- |
| Чоловіки | 1827    | 419                | 1217             | 191                  |
| Жінки    | 1900    | 375                | 1144             | 381                  |
| Разом    | 3727    | 794                | 2361             | 572                  |